# 正門村站
正門村站（朝鲜语：정문촌역；）曾为朝鲜铁路西海里线上的一个车站，位于黄海南道殷栗郡西海里，启用及废止时间不明。